# Gentiana samolifolia
Gentiana samolifolia är en gentianaväxtart som beskrevs av Adrien René Franchet. Gentiana samolifolia ingår i släktet gentianor, och familjen gentianaväxter. Inga underarter finns listade i Catalogue of Life.